# رولان روميرو
رولان روميرو (بالإنجليزية: Rolland Romero)‏ هو لاعب القفز الثلاثي أمريكي، ولد في 21 أغسطس 1914 في ولش (لويزيانا) في الولايات المتحدة، وتوفي بنفس المكان في 25 نوفمبر 1975.

## وصلات خارجية
- رولان روميرو على موقع أوليمبيديا (الإنجليزية)
- رولان روميرو على موقع قاعة لويزيانا للمشاهير الرياضية (الإنجليزية)